# Heinrich Picker
Heinrich Picker (* 24. Oktober 1883 in Rhede; † nach 1950) war ein deutscher Gewerkschafter. Nach dem Zweiten Weltkrieg war Picker zeitweilig in führenden Gremien des FDGB in der sowjetischen Besatzungszone tätig.

## Werdegang
Picker erlernte nach dem Besuch der Volksschule einen Beruf in der Textilindustrie, in der er anschließend tätig war. 1899 wurde er mit 16 Jahren Mitglied im Zentralverband Christlicher Textilarbeiter. Ab 1911 wirke Picker als Sekretär in der christlichen Gewerkschaft, nach Beendigung des Ersten Weltkrieges ab 1919 als Bezirksleiter. 1924 wurde er zum sächsischen Landesvorsitzenden der Christlichen Gewerkschaften gewählt. Damit zählte Picker zu den einflussreichsten Gewerkschaftern in Sachsen. Vor dem Parteienverbot durch die Nationalsozialisten trat Picker 1933 noch der Zentrumspartei bei. Über seine Betätigung während der Zeit des Nationalsozialismus ist bisher nichts bekannt.
Nach Kriegsende gehörte Picker in Dresden zu den Mitgliedern des vorbereitenden Gewerkschaftsausschusses für Sachsen, in der Folge war er als CDU-Vertreter kurzzeitig 3. Vorsitzender des FDGB-Landesverbandes Sachsen. In die christliche Partei war er noch 1945 eingetreten und damit gehörte Picker zu den wenigen namhaften CDU-Vertretern im FDGB. Bis Juni 1950 gehörte er phasenweise in unterschiedlichen Funktionen dem FDGB-Landesvorstand Sachsen an, von März 1948 bis September 1950 war er zudem Mitglied im Bundesvorstand des FDGB. Ob seiner Funktionen in der Gewerkschaft wurde Picker auch in parlamentarische Funktionen gewählt. Zunächst wurde er nach den Landtagswahlen im Oktober 1946 mit dem Mandat der CDU Mitglied des Sächsischen Landtages, dem er in der 1. Wahlperiode bis 1950 angehörte. Im März 1948 wurde er als Abgeordneter in den 1. Deutschen Volksrat gewählt, diesmal mit dem Mandat des FDGB, der für den Volksrat als Mandatsträger zugelassen war. In der Folge gehörte Picker auch dem 2. Deutschen Volksrat und der Provisorischen Volkskammer an. In der 6. CDU-Fraktionssitzung der Volkskammer wurde er am 17. Januar 1950 in den Ausschuss Industrie-Investitionen gewählt. Über seinen weiteren Werdegang nach 1950 ist bisher nichts bekannt. 

## Belege
1. ↑  CDU-Fraktion der Provisorischen Volkskammer: Protokoll der 6. CDU-Fraktionssitzung der Volkskammer am 17. Januar 1950. In: Digitaler Lesesaal. Konrad-Adenauer-Stiftung, 17. Januar 1950, abgerufen am 3. September 2022.

| Personendaten    | Personendaten                                 |
| ---------------- | --------------------------------------------- |
| NAME             | Picker, Heinrich                              |
| KURZBESCHREIBUNG | deutscher Gewerkschaftsfunktionär (FDGB), MdV |
| GEBURTSDATUM     | 24. Oktober 1883                              |
| GEBURTSORT       | Rhede                                         |
| STERBEDATUM      | 20. Jahrhundert                               |